# R18
R18 (R-18) — український дрон-бомбардувальник, розроблений українською організацією «Аеророзвідка». Бойове застосування почалося в 2019 році.

## Історія
У 2016 році Аеророзвідка розпочала програму з розроблення перших прототипів власних безпілотних літальних апаратів. У 2019 році була повністю випробувана модель, яка використовувалась під час спецоперації в зоні АТО.
З 2014 до 2018 року було розроблено до 10 дронів.

## Призначення
R18 — дрон, який має військове та цивільне призначення. Октокоптер може використовуватися як засіб для ведення спостереження та пошуку, для доставлення вантажів або для нанесення ураження. Останню функцію в Аеророзвідці станом на 2022 рік називають найактуальнішою, адже здобувати інформацію можуть багато інших безпілотників із камерами. Комплекс призначений для знищення ворожої техніки, невеликих укріплень і складів із боєприпасами.

## Застосування
Бойове застосування R18 розпочалося в 2019 році — на російсько-українській війні. Із октокоптером працюють переважно вночі, з використанням тактики Сил спеціальних операцій Збройних сил України. Цілями нападів дронів стають здебільшого ворожі гармати, танки, бронемашини та вантажівки.

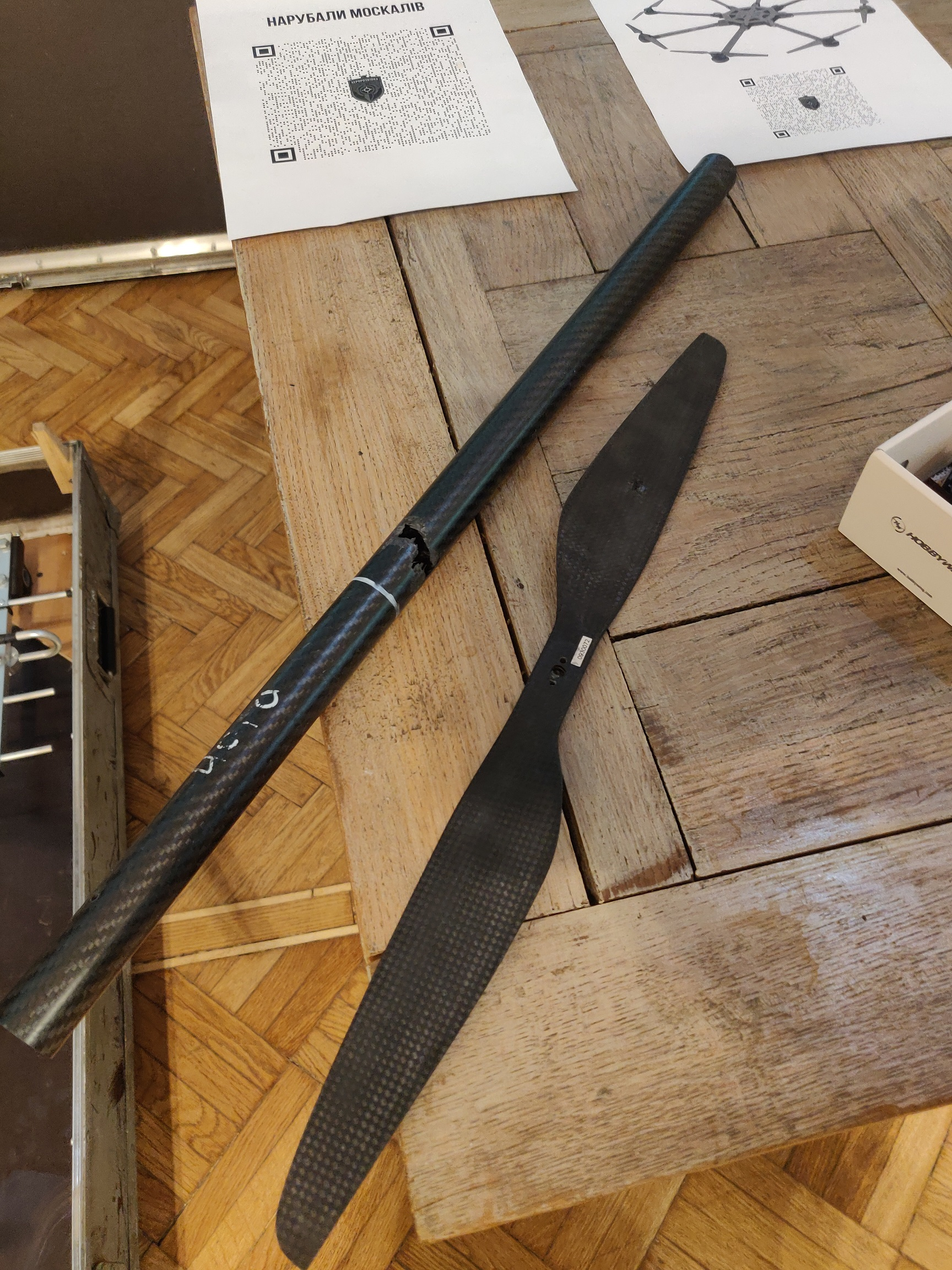
Пошкоджені деталі R18 унаслідок ворожого обстрілу, 2022 рік

У перший день широкомасштабного вторгнення Росії в Україну, 24 лютого 2022 року, один із бойових підрозділів підготував техніку та рушив до району аеродрому «Антонов» у Гостомелі. Через горизонтальні зв’язки представники Аеророзвідки почали спілкуватися з тими, хто був причетний до подій, і в першу ніч застосовували безпілотник R18 для нанесення ураження по десантниках в аеропорту.
Станом на липень 2022 року на передовій російсько-української війни працює 20 екіпажів дронів R18, які знешкодили понад 100 одиниць техніки противника. У червні в Аеророзвідці зазначили, що R18 застосовують Головне управлінням розвідки, Сили спеціальних операцій Збройних сил України й інші структури Міноборони; Нацгвардія; Служба безпеки України; інші підрозділи Сил безпеки й оборони України.

## Характеристики

R18 під час навчань і випробувань, 2022 рік

R18 є безпілотним авіаційним комплексом мультироторного типу. Він є октокоптером, тобто мультикоптером із 8-ми тяговими гвинтами. Відповідно, безпілотник має 8 двигунів. Така кількість моторів застосовується для більшої надійності. Дрон має вертикальні зліт і посадку. При будівництві використовують українські й імпортні компоненти.

### Озброєння
Для застосування дрона R18 як бомбардувальника використовують радянські кумулятивні протитанкові гранати РКГ-3 або створені на їхній основі зброярами заводу «Маяк» бомби РКГ-1600 (вага одного — 1,6 кг), потужність якого здатна знешкодити легкоброньований об’єкт атакою зверху. Точність влучання за допомогою РКГ-1600 — один квадратний метр з висоти 300 метрів. R18 спроможний нести три такі боєприпаси.  Може здійснювати до 40 бойових вильотів без потреби додаткового обслуговування чи ремонту.

### Характеристики
| Параметр                                      | Значення                   | Посилання                        |
| --------------------------------------------- | -------------------------- | -------------------------------- |
| Час розгортання комплексу                     | до 15 хв                   | [ 4 ] [ 5 ] [ 11 ]               |
| Оснащення тепловізором                        | так                        | [ 3 ] [ 10 ] [ 17 ]              |
| Кількість кріплень для снарядів               | 3 штуки                    | [ 5 ]                            |
| Загальна вага                                 | ~ 17 кг                    | [ 17 ]                           |
| Корисна вантажопідйомність                    | до 5 кг                    | [ 4 ] [ 5 ] [ 11 ] [ 14 ] [ 17 ] |
| Висота скидання боєприпасу                    | від 100м до 300 м          | [ 5 ] [ 14 ]                     |
| Швидкість                                     | 12 м/с                     | [ 17 ] [ 18 ]                    |
| Вертикальна швидкість                         | 2,5 м/с                    | [ 17 ]                           |
| Спротив вітру                                 | до 10 м/с                  | [ 17 ]                           |
| Діапазон температури навколишнього середовища | від -15 до +35оС           | [ 17 ]                           |
| Радіус дії                                    | до 5 км                    | [ 11 ]                           |
| Дистанція застосування                        | 20 км                      | [ 17 ] [ 18 ]                    |
| Тривалість польоту                            | до 45 хв                   | [ 17 ]                           |
| Габаритні (транспортувальні) розміри          | 1200х1200х400 мм           | [ 18 ]                           |
| Тип акумулятора                               | Li-ion 6s 24v 32500mah x 2 | [ 18 ]                           |

## Навчання
Підготування одного пілота дрона R18 триває від двох тижнів до місяця.

## Випробування

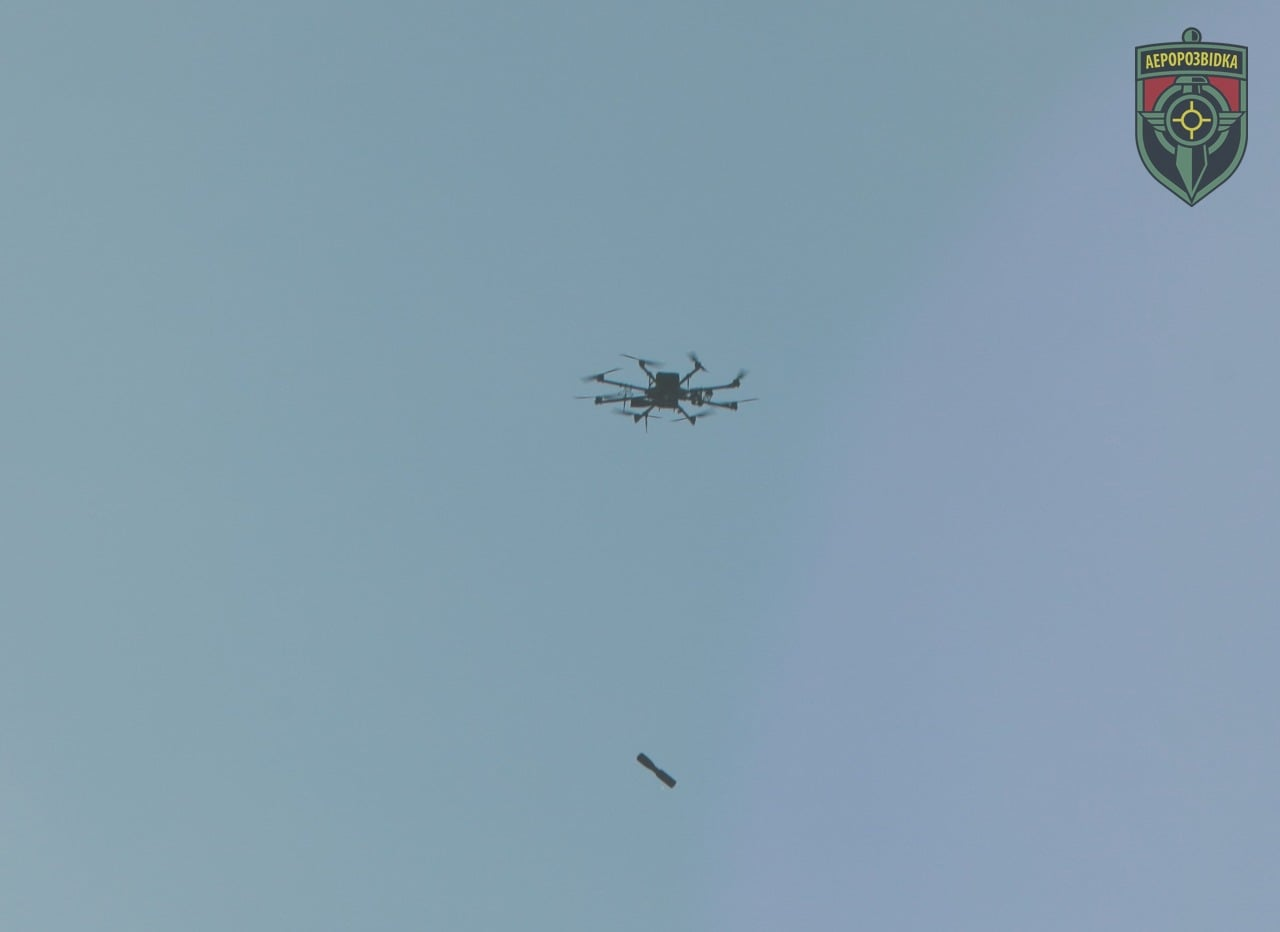
Випробування R18 на полігоні «Широкий лан», 2020 рік

У 2020 році відбулися випробування зі скидання нових навчально-імітаційних боєприпасів РКГ-1600 з октокоптера R18 під час командно-штабних навчань на базі 235-го міжвидового центру підготовки військових частин і підрозділів (полігон «Широкий Лан»). Відзначається, що це був перший випадок, коли ударний безпілотник Аеророзвідки був включений в програму навчань загальновійськового бою. Під час тестування оператори дронів успішно вразили всі цілі.

## Фінансування
В Аеророзвідці самостійно збирають кошти з пожертв для виробництва R18.

## Оцінки
За інформацією Аеророзвідки, особливістю використання октокоптерів R18 на фронті в російсько-українській війні, що триває з 2014 року, стала висока окупність. Зазначається, що за допомогою відносно дешевого обладнання є можливість завдавати великих втрат ворогові:

| «Ми розраховували, що $1, вкладений у виробництво дрона R18, завдає збитків на $1000 для ворога. Якщо дрон вражає таку техніку як танк, він окупається за один виліт. Адже знищена техніка коштує мільйони, а техніка, з якою ми працюємо, коштує десятки чи сотні тисяч.» |

## У мистецтві
Про дрон R18 створено низку картин, написано пісню тощо:
- картина «Аеророзвідка — очі перемоги», художник Микита Тітов;[22][23]
- картина «Атака дронів», художниця Альона Кузнецова;[24]
- картина «Non dormies» (укр. «Ви не будете спати»), художник Сергій Шаменков;[25]
- картина «Аеророзвідка. Від нас не заховаєшся», художник Андрій Єрмоленко;[26]
- картина «Аеророзвідка», художниця Анна Тісейко;[27]
- картина «Aerorozvidka is watching you!» (укр. «Аеророзвідка стежить за вами!»), художниця Maya Viko;[28]
- картина «Аеророзвідка», художниця KATE.RYSHA;[29]
- картина «Наші пташки працюють на перемогу», художник Liosha Say;[30]
- картина «Аеророзвідка», художник Ярко Філевич;[31]
- картина «Дрон бомбить, дрон коригує артилерію», художник Андрій Данкович;[32]
- картина «Янголи-охоронці», художник Олександр Корєшков;[33]
- пісня «Диво-дрон R18» від Los Vitales (арт і анімація — Lisenbart film, звукова студія — Propeller Studios);[34][35]
- вірш «Нічна пісня R-18» від Ігоря Сиченка;[36][37]
- комікс, автори — чеські ентузіасти.[38][39]

## Наступник
У червні 2023 року в «Аеророзвідці» повідомили про розроблення нового дрона R-34, який має стати спадкоємцем R-18.